# Charles de Kerchove de Denterghem

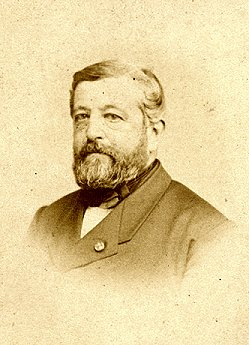
Charles de Kerchove de Denterghem

Graaf Charles Constant de Kerchove de Denterghem (Gent, 4 juni 1819 – aldaar, 21 februari 1882) was een Belgisch liberaal politicus. 

## Biografie

### Familie
Charles de Kerchove de Denterghem was een telg uit de familie De Kerchove de Denterghem. Hij was een zoon van Constantin de Kerchove de Denterghem, burgemeester van Gent, lid van de Provinciale Staten van Oost-Vlaanderen en senator, en Pauline de Loose.
Hij trouwde in 1843 in Gent met Eugénie de Limon. Ze kregen twee zoons en twee dochters.
- Oswald de Kerchove de Denterghem (1844-1906), advocaat, provincieraadslid van Oost-Vlaanderen, gouverneur van Henegouwen, volksvertegenwoordiger en senator, trouwde in 1870 in Gent met Marie-Stéphanie Lippens (1850-1918), dochter van Auguste Lippens, burgemeester van Moerbeke-Waas, provincieraadslid van Oost-Vlaanderen, volksvertegenwoordiger en senator. Ze kregen twee zoons en drie dochters, onder wie Marthe de Kerchove de Denterghem en graaf André de Kerchove de Denterghem, met afstammelingen tot heden. Ze waren de schoonouders van baron Pol-Clovis Boël.
- Rodolphe de Kerchove de Denterghem (1848-1886), provincieraadslid van Oost-Vlaanderen, trouwde in 1874 in Brussel met Léonie Simonis (1854-1943), dochter van Eugène Simonis, beeldhouwer. Ze kregen een zoon en drie dochters, met afstammelingen tot heden.
- Louise de Kerchove de Denterghem (1847-1906), trouwde in 1873 in Gent met Hippolyte Lippens, advocaat, industrieel, burgemeester van Gent, volksvertegenwoordiger en senator, zoon van Auguste Lippens (zie eerder). Ze kregen drie zoons en een dochter, onder wie graaf Maurice Lippens en Paul Lippens, met afstammelingen tot heden.

### Loopbaan

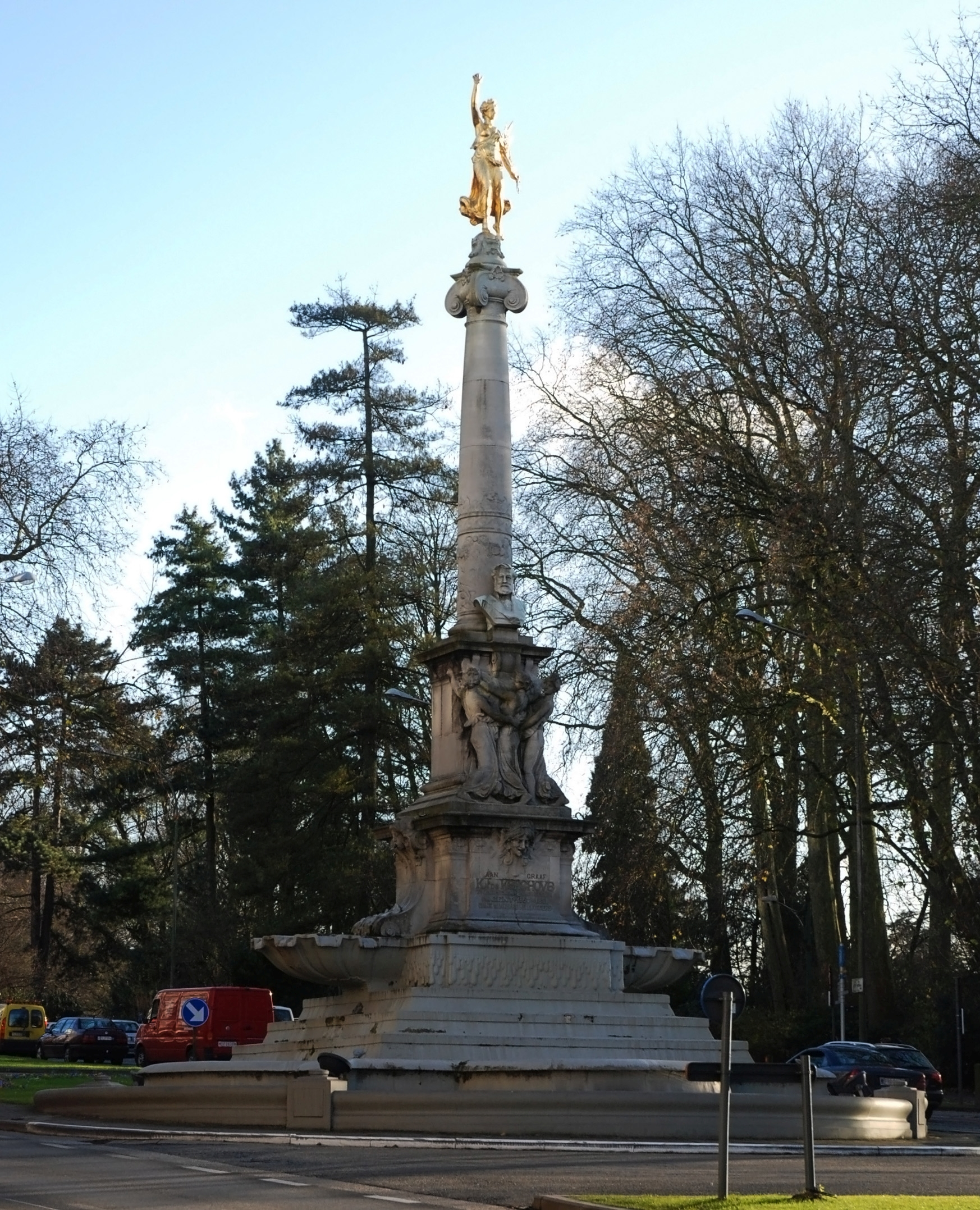
Monument voor Charles de Kerckhove de Denterghem

Na zijn studies aan de Rijksuniversiteit van Gent promoveerde Kerchove de Denterghem in 1841 tot ingenieur.
Hij nam de leiding van de Gentse Liberale Associatie in handen, die onder leiding van zijn vader Constant de gemeenteraadsverkiezingen in 1854 had verloren. Vervolgens was hij van 1857 tot 1881 burgemeester van Gent en van 1851 tot 1863 provincieraadslid van Oost-Vlaanderen. Bovendien volgde hij voor het arrondissement Gent een parlementaire loopbaan: van 1863 tot 1870 en van 1875 tot aan zijn dood was hij liberaal volksvertegenwoordiger en in 1874 was hij voor enkele maanden senator. Na zijn overlijden in februari 1882 werd hij in maart vervangen door Auguste Wagener als volksvertegenwoordiger.
Onder zijn burgemeesterschap werd het stadsonderwijs in Gent gevoelig uitgebreid en het Gentse Zuidkwartier heringericht. Er is in Gent een laan naar hem vernoemd, de Charles de Kerchovelaan, waar een gedenkzuil voor hem werd opgericht. De weg is een deel van de stadsring R40.
In 1870-1871 kocht hij de gronden van de voormalige Gentse citadel aan, die na de val van Napoleon Bonaparte werd afgebroken. Op deze gronden werd het Citadelpark aangelegd.
Zoals verschillende leden van de familie was hij voorzitter van de Koninklijke Maatschappij voor Landbouw en Plantkunde.

### Kerkhovenoorlog in Gent
Tot diep in de 19e eeuw had de Kerk een monopolistische greep op het begrafeniswezen via de kerkhoven. Maar de secularisatie nam toe net als de bevolkingsaantallen waardoor er nood was aan nieuwe begraafplaatsen. De Kerchove de Denterghem besliste op dat moment dat de nieuwe begraafplaatsen -die door een besluit van keizer Jozef II buiten de stad moesten liggen- katholieken, joden en protestanten samen mochten begraven worden. Dat betekende dat de nieuw aangelegde begraafplaats, de Westerbegraafplaats, niet meer in zijn geheel kon gewijd worden maar elk graf van een katholiek apart. 
Dat stuitte op verzet van de Gentse bisschop Henri Bracq die een banvloek wilde uitspreken over iedere katholiek die zich daar toch zou laten begraven, maar de burgemeester week niet. Dat was aanleiding voor katholieken om zich op andere plaatsen te laten begraven. Vrome katholieken zagen zich genoodzaakt om uit te wijken naar kerkelijke begraafplaatsen buiten de stad, zoals in Sint-Amandsberg of Mariakerke. Dat maakte dat er jaarlijks honderden lijkstoeten vanuit de stad Gent vertrokken richting onder meer het kerkhof van Mariakerke. Pas na de Eerste Wereldoorlog kwam er een einde aan de twist, al bleven Sint-Amandsberg en Mariakerke voor veel katholieke Gentenaars tot een heel eind in de 20e eeuw de preferentiële begraafplaats. De Westerbegraafplaats hield er de naam Geuzenkerkhof aan over.
Hij werd opgevolgd door zijn schoonzoon Hippolyte Lippens.